# Primarias del Partido Republicano de 2012 en Dakota del Sur

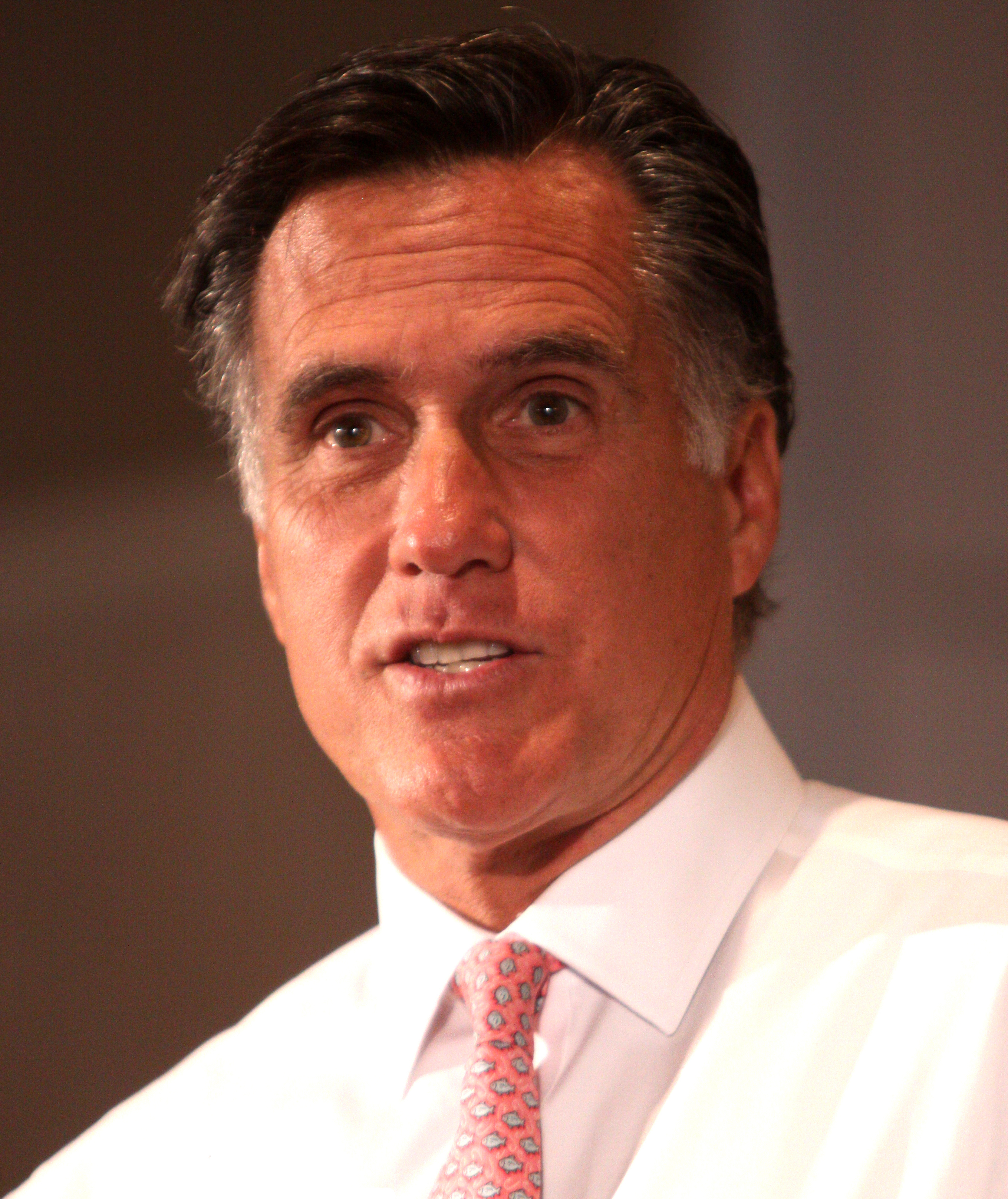
Mitt Romney hablando en Sun Lakes, Arizona, el 14 de septiembre de 2011

Las Primarias del Partido Republicano de 2012 en Dakota del Sur se hicieron el 5 de junio de 2012. Las Primarias del Partido Republicano fueron unas Primarias, con 28 delegados para elegir al candidato del partido Republicano para las elecciones presidenciales de Estados Unidos de 2012.  En el estado de Dakota del Sur estaban en disputa 28 delegados.

## Elecciones

### Resultados
| Primarias Republicanas de Dakota del Sur de 2012 | Primarias Republicanas de Dakota del Sur de 2012 | Primarias Republicanas de Dakota del Sur de 2012 | Primarias Republicanas de Dakota del Sur de 2012 |
| Candidato                                        | Votos                                            | Porcentaje                                       | Delegados                                        |
| ------------------------------------------------ | ------------------------------------------------ | ------------------------------------------------ | ------------------------------------------------ |
| Mitt Romney                                      | 34,033                                           | 66.1%                                            | 25                                               |
| Ron Paul                                         | 6,704                                            | 13%                                              | 0                                                |
| Rick Santorum (retirado)                         | 5,916                                            | 11.5%                                            | 0                                                |
| Newt Gingrich (retirado)                         | 2,074                                            | 4%                                               | 0                                                |
| Delegados no proyectados:                        | Delegados no proyectados:                        | Delegados no proyectados:                        | 3                                                |
| Total:                                           | 51,524                                           | 100%                                             | 28                                               |